# 两票制 (中国大陆基层选举)
两票制是湖北省广水市和广东省深圳市大鹏镇在选举制度上的一项改革，是两地政府在推动中国基层民主建设中所做出的新的尝试。这一改革近年来受到中国国内部分媒体的关注，被认为是一项有利于实现公民民主选举权利、提高公民民主参与程度的新措施。在由中共官方智囊机构中央编译局主办的第一届“中国地方政府创新奖”评选中，这两项项目分别获得优胜奖和入围奖，分析认为这表明此项改革得到了官方的认可，代表了今后中国大陆基层民主选举制度的发展方向。

## 湖北省广水市“两票制”

### 主要内容
- 1998年湖北省广水市开始尝试用“两票制”即由党员、群众投信任票、党员投选举票来选举村党支部书记。
- 1998年以来，广水市对村党支部书记选拔方式进行了创新性探索，所辖551个行政村中先后有112个村实行“两票制”选举办法，选举产生了112名党员、群众和上级党组织“三满意”的村支部书记。他们的具体做法有五种模式，因村择取，大体上的程序是：通过支部推荐、党员自荐和组织部门提名等方式，并由党委进行资格审查，确定若干初步候选人；由有选举权的村民投信任票，选出村党支部书记、委员预备候选人，再由党员大会从中选出正式候选人，由有选举权的党员投票选举出村支部书记及支委。

### 主要缘由
湖北省广水市“两票制”选拔村党支部书记的选举办法主要是为适应当地基层农村现状而产生的。
- 首先，随着计划经济向市场经济转换，农民找出路很艰难，村干部的工作也很迷茫，农民需要强有力的能带领大家致富的“领头羊”；
- 第二，原来任命的党支部书记大都年龄偏大，思想观念陈旧，有的文化程度偏低，村党支部的整体素质不能适应农村新形势的要求，越来越不能带领和指导选举产生的村委会的工作，村党支部和村委会“两张皮”使村里的工作陷于一盘散沙的状态；
- 第三，任命产生的村党支部书记往往只对上负责，不对下负责，得不到群众的支持，缺乏群众基础。

### 主要作用
- “两票制”的实行，基本解决了村党支部的核心作用难发挥的问题，保证了当选者具有广泛的群众基础和较高的政治业务素质，解决了村支部书记选拔难及选拔中存在的不正之风问题，较好地改变了过去那种“少数人选人”、“在少数人中选人”的用人机制，增加了选举工作的透明度，有利于选出党员和群众都满意的带头人；解决了村“两委”难协调的问题，提高了村支部书记的群众公认程度，强化了村党支部的权威；提高了群众行使民主权利的意识，调动了群众政治热情和参政议政的积极性。
- 新选出的112名村党支部书记平均年龄下降了2.7岁，高中以上文化程度占72.3％，掌握1－2门农村实用技术的占85.6％。

### 具体事例
- 骆店乡红星村前几任党支书在位多年，无大作为，村里面貌依旧。1999年长期在外搞建筑的退伍军人党员吴克芝通过“两票制”当选党支书后，带领支部一班人投工一万多个，修筑了党委多次出面协调未果的“万工坝”，解决了年年受旱的问题，此外还修整公路，为全村安装电话50多部。
- 十里办事处仙人洞村原支部班子作风飘浮，缺乏生气。党员王维兴通过两票制当选支书后，大力推行村务公开，制定民主治村方略，带领党员和村民改造低压线路，赢得群众称道。
- 骆店乡青堆村原是一个上访“窝子”，支部一班人作风不民主，办事不公，不能服众，连续三年完不成三提五统任务。新当选支书的杜庆祝得到群众拥护，干群紧张关系缓解，出现“提留自愿上交，出工积极，开会一喊就到”的局面。群众对“两票制”普遍感到满意，说“这样选出的书记我们服气”。

### 小结
广水市的“两票制”选举村支部书记的做法基本上是在比较落后、村务比较混乱的一些地方首先实行的。“两票制”对于改善这些“混乱村”的状况起到了一定的作用。下一步将在广水的其他地方全面推开。同时，广水市“两票制”的做法已经引起了广泛关注，《中国社会报》、《乡镇论坛》以及中央电视台7台的《农业新闻》都先后介绍了广水市“两票制”选拔村支书的经验和做法。

## 广东省深圳市大鹏镇“三轮两票”

### 主要内容
1999年1至4月大鹏镇进行了“三轮两票制”镇长换届选举。具体做法是：镇党委公布镇长候选人基本条件，发动全镇选民广泛提名推荐候选人；召开选民代表大会，5名高票提名人选发表竞选演说，代表投票选举正式候选人；党委审定唯一候选人，提交镇人大选举产生镇长。三轮投票中，前两轮属于选民推荐票和代表推荐票，合称“民意票”，后一轮属于法定选举票，故称三轮两票制，又称之为“两推（两次推荐）一选（一次选举）”。

### 主要作用
- 它开放了候选人提名程序，增设了选民代表大会的预选程序，为全镇选民参与镇长选举提供了比较制度化的渠道，摸索出了一种可以量化的民意表达机制。从这个意义上说，大鹏镇“三轮两票制”选举被认为是一次有益的、方向性的探索。
- 它的成本较低，投入也很少，但效益得到提高。由群众民主推选镇长，一定程度增强了群众对政府的信任感，强化了政府对群众的责任感，镇长为群众利益着想而努力工作的压力和动力较以前得到提高。